# Jiří Jaroš (fotbalista)
Jiří Jaroš (3. ledna 1955 Brno – 3. května 1999 Brno) byl český fotbalový obránce.

## Fotbalová kariéra
V československé lize hrál za Zbrojovku Brno. Nastoupil ve 38 ligových utkáních. Jeho otec Josef byl taktéž prvoligovým fotbalistou.
Tragicky zahynul při autonehodě, když se v brněnských Pisárkách čelně srazil s protijedoucím autem.

## Ligová bilance
| Ročník                                   | Zápasy | Góly | Klub           |
| ---------------------------------------- | ------ | ---- | -------------- |
| 1. československá fotbalová liga 1981/82 | 21     | 0    | Zbrojovka Brno |
| 1. československá fotbalová liga 1982/83 | 17     | 0    | Zbrojovka Brno |
| CELKEM                                   | 38     | 0    |                |